# Franck Terner
Pour les articles homonymes, voir Terner.
Franck Terner, né le 12 avril 1960 est un dirigeant français. Il est Directeur général d’Air France du 2 novembre 2016 au 27 septembre 2018. 

## Biographie

### Formation
Franck Terner est ingénieur, diplômé de l'ENSEA (École Nationale Supérieure de l'Électronique et de ses Applications), du Conservatoire national des Arts et Métiers (CNAM) et de l'Institut d'Administration des Entreprises de Paris (IAE) .

### Carrière dans l'aéronautique
En 1988 il commence sa carrière comme ingénieur de production sur le Concorde puis devient les années suivantes responsable du programme et du plan à la direction de la maintenance, responsable de la production des ateliers de réparation des équipements de bord, puis responsable de l'entretien du Concorde,. 

#### Air France
En 1997, Franck Terner devient directeur du centre de petit entretien de l'Aéroport de Paris-Orly. En 2000, il devient directeur de l'entretien de la flotte moyen-courrier d'Air France puis directeur de la maintenance de Regional, filiale d’Air France en 2002. 
En 2007 il poursuit sa carrière chez Regional et prend les fonctions de directeur général Exploitation et Supports avant de passer directeur général délégué de Regional. 
C'est en 2010 que Franck Terner devient le directeur général adjoint Industriel d’Air France avant de siéger comme en 2013 comme directeur général adjoint Engineering et Maintenance Air France-KLM. 
Franck Terner est nommé Directeur général d’Air France le 2 novembre 2016,.
Il démissionne le 27 septembre 2018